# Pipunculus elegans
Pipunculus elegans är en tvåvingeart som beskrevs av Egger 1860. Pipunculus elegans ingår i släktet Pipunculus och familjen ögonflugor.
Artens utbredningsområde är Österrike. Arten har ej påträffats i Sverige. Inga underarter finns listade i Catalogue of Life.